# エンジェルフォール
エンジェルフォール（英語: Angel Falls、ペモン語: Kerepakupai merú、Parakupa-vena、スペイン語: Salto Ángel）は、南アメリカ大陸北部のギアナ高地にある世界最大級の滝。行政上は、ベネズエラのボリバル州グランサバナのカナイマ国立公園内に所在する。世界最大の落差 979メートル / 3212フィート（岩にぶつかることなく直下する距離は 807メートル / 2648フィート）をもつ滝。

## 呼称
滝のスペイン語名・英語名等は、その存在を世界に向けて大々的に紹介した最初の人物である、アメリカ人探検飛行家ジミー・エンジェルの名にちなむ。すなわち滝の名が「天使の滝」の意を持つわけではなく、その含意は「エンジェル氏の滝」である。
現地名 Kerepakupai merú および Parakupa-vena は、現地域グランサバナに暮らす先住民部族ペモン の言葉（ペモン語）で、それぞれ「最も深いところにある滝」「最も高くから落ちる滝」という意味である。

## 概要
ギアナ高地にある最大のテプイ（ギアナ高地のテーブルトップマウンテン）であるアウヤンテプイから流れ落ちる。落差が非常に大きいため、落下する水は滝下部に達するより前に分散して空気と絡み合い、滝下部は暴風雨のようになっているため滝壺が存在しない。
先住民以外では、ベネズエラ人探検家のエルネスト・サンチェス・ラ・クルスによる1910年の報告が、発表されている最初のものであるが、世界的に知られるようになったのは、1937年、金鉱山を探しながら飛行機を飛ばしていてこの滝を発見したミズーリ州スプリングフィールド生まれのアメリカ人探検飛行家ジェームズ・クロフォード・エンジェル・マーシャル（ジミー・エンジェル）の紹介による。彼の一行はアウヤンテプイに着陸したが、再離陸ができなくなった。そのため、飛行機に同乗していたジミー・エンジェルとその妻、2人の地質学者の4人は、11日かけて徒歩で下りるはめになった。なお、アウヤンテプイの頂上台地で置き去りになっていったジミー・エンジェルの飛行機は1970年にベネズエラ軍によって回収され、修理された後、現在（2012年時点）はシウダー・ボリーバルの空港の前に設置・公開されている。

## アクセス
カナイマ (Canaima) からボートツアーが出ている。遊覧飛行のついた2泊3日のツアーが一般的。また、カナイマは陸の孤島であるため、航空機でしか行くことができない。その航空機は1日に一便のみ運航される。

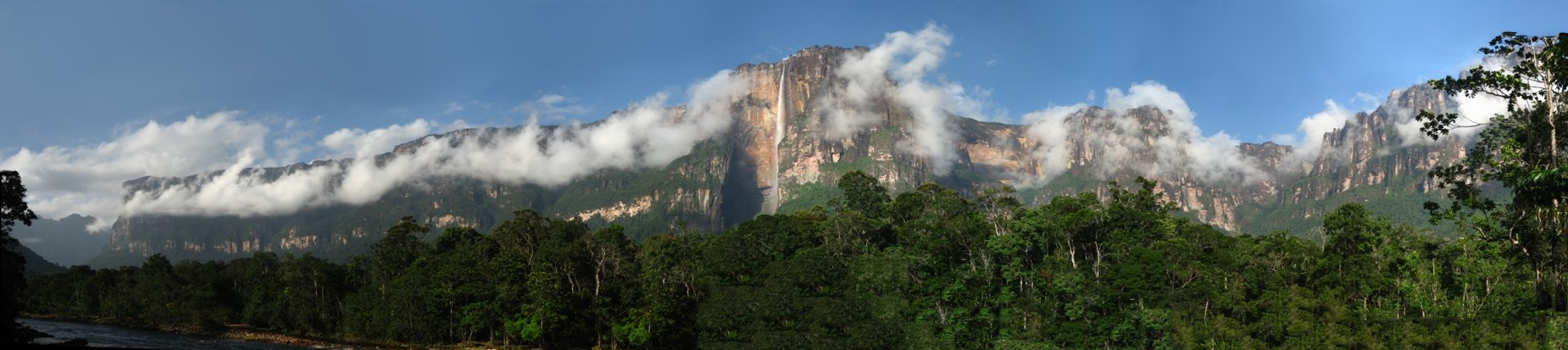
View of Angel Falls and Auyán-tepui from Isla Raton camp